# مرغ سوخاری
مرغ سوخاری نوعی خوراک است که در دسته غذاهای فست فود قرار دارد. که با تکه‌های مرغ به ویژه جوجه‌های گوشتی تهیه می‌شود.آماده سازی آن در دو بخش انجام میشود . بخشل اول مرینیت کردن یا طعم دار کردن تکه ها مرغ و مرحله دوم  مرغ را در آرد سوخاری قرار می‌دهند، سپس آن را در آب سرد قرار میدهند و در آرد سوخاری میگذارند و در آخر در روغن سرخ می‌کنند، این خوراک بسیار خوشمزه و لذیذ است. دلیل گذاشتن در آب یخ سبب پولکی شدن مرغ و ترد شدن آن میشود.